# タイムインターメディア
株式会社タイムインターメディアは、東京都新宿区四谷坂町に本社のある、e-ビジネス事業開発およびデジタルマーケティング戦略に関するコンサルティング、デジタルメディアにおけるクリエイティブおよびコンテンツ企画・制作、ITシステムの企画、設計、構築、運用保守サービス全般、自社製品およびクラウドサービスの開発と提供、パズル自動生成エンジンの開発およびパズル問題の提供を行う会社。

## 沿革
- 1998年 - 資本金1,000万円で会社設立。
- 2000年 - 新宿区住吉町に知識工学センターを設立。
- 2002年 - 日本語全文検索システム「Kabayaki」リリース。
- 2006年
  - 株式会社トクを合併。
  - オープンソースWeb「Kahua」V1.0リリース。
- 2008年 - 日本マイクロソフト株式会社とシングルサインオン発表。
- 2012年 - 東京都経営革新優秀賞の奨励賞受賞。
- 2017年 - バーチャレクス・コンサルティング株式会社と経営統合[1]。
- 2018年 - 「数学の祭典 MATH POWER 2018」で発表した世界最大の複合型ナンプレがギネス世界記録に登録される[2]。
- 2021年 - 大矢正典が代表取締役社長に就任。

## グループ会社
- バーチャレクス・コンサルティング株式会社
- バーチャレクス九州株式会社：コールセンター業務を中心としたアウトソーシングサービスの提供
- Virtualex (Thailand) Co., Ltd. : 日系企業向けBPO（ビジネスプロセスアウトソーシング）事業
- Virtualex U.S.A., Inc. : ITソリューションの調査・研究
- VXアクト株式会社 : オンサイトチームエンジニアリング（OTE）、オフショア開発、ITオペレーションアウトソーシング等のITサービスの提供